# Tetralogia Napolitană
Tetralogia napolitană sau Romanele napolitane, reprezintă o serie de ficțiune în patru părți a autoarei italiene Elena Ferrante, publicată inițial de Edizioni e/o, tradusă în engleză de Ann Goldstein și publicată de Europa Editions (New York). Titlurile în limba engleză ale romanelor sunt My Brilliant Friend (2012), The Story of a New Name (2013), Those Who Leave and Those Who Stay (2014) și The Story of the Lost Child (2015), iar în limba română Prietena mea genială, Povestea noului nume, Cei care pleacă și cei ce rămân și Povestea fetiței pierdute. În ediția originală italiană, întreaga serie poartă titlul primului roman L'amica geniale („Prietena mea genială”). Seria a fost caracterizată ca un bildungsroman, sau o poveste despre maturizare. Într-un interviu în Harper's Magazine, Elena Ferrante a declarat că ea vede cele patru cărți ca pe „un singur roman” publicat în serie din motive de lungime și durată. Seria s-a vândut în peste 10 milioane de exemplare în 40 de țări.
Seria prezintă viața a două fete sensibile și inteligente, Elena („Lenù”) Greco și Raffaella („Lila”) Cerullo, din copilărie până la maturitate și bătrânețe, în timp ce încearcă să-și creeze propriul drum în mijlocul violențelor și mediului sărăcăcios dintr-un cartier de la periferia orașului Napoli, Italia. Romanele sunt povestite de Elena Greco.
Seria a fost adaptată într-o piesă de teatru în două părți de April De Angelis la Rose Theatre, din Kingston, în martie 2017. Producția cu Niamh Cusack și Catherine McCormack în rolurile principale, a fost transferată la Teatrul Național Regal în noiembrie 2019. Primele trei cărți din serie au fost adaptate într-un serial de televiziune HBO intitulat My Brilliant Friend (Prietena mea genială).

## Rezumat

### Prietena mea genială(2011)
Romanul începe în anii 1950, într-un cartier sărac de la marginea orașului Napoli, unde naratoarea Elena o întâlnește pe Lila, prietena ei cea mai bună, oglinda ei și, uneori, cel mai înverșunat critic al ei. Cele două devin femei, soții, mame și lideri, menținând în același timp o prietenie complexă și uneori conflictuală. Acest prim roman din serie le urmărește pe Lila și Elena de la întâlnirea lor când aveau șase ani, prin anii de școală și adolescență, până la căsătoria Lilei la vârsta de șaisprezece ani.

### Povestea noului nume(2012)
În Povestea noului nume, Lila este deziluzionată rapid de căsnicia ei și se vede prinsă în capcană alături de un bărbat violent. Are o aventură amoroasă, riscându-și viața. Între timp, Elena își continuă studiile dincolo de ceea ce a crezut vreodată că ar fi posibil și explorează lumea din afara cartierului. Cele două tinere împărtășesc o legătură complexă și evolutivă care este esențială pentru viața lor emoțională și o sursă de forță în fața provocărilor vieții.

### Cei care pleacă și cei ce rămân(2013)
Elena și Lila au devenit femei. Lila, căsătorită la șaisprezece ani, are acum un fiu mic; și-a părăsit soțul și confortul din căsnicie, iar acum lucrează în condiții groaznice într-o fabrică din Napoli. Elena a părăsit orașul, a obținut diploma de facultate și a publicat un roman, dar acum se trezește și ea prinsă într-o căsnicie sufocantă. Ambele femei se luptă pentru a-și depăși condiția, explorând nenumăratele oportunități care apăruseră pentru femei în anii 1970.

### Povestea fetiței pierdute(2014)
Atât Lila, cât și Elena s-au luptat să scape din cartierul în care au crescut. Elena s-a căsătorit, s-a mutat la Florența împreună cu soțul ei, și-a întemeiat o familie și a publicat mai multe romane bine primite. Dar în al patrulea roman, ea se întoarce în Napoli pentru a fi alături de bărbatul pe care l-a iubit dintotdeauna. Lila, pe de altă parte, a devenit un antreprenor de succes, dar constată că acest lucru nu face decât să o apropie tot mai mult de nepotismul, șovinismul și violența criminală care infectează întregul cartier.

## Teme

### Prietenia între femei
Printre temele centrale ale romanelor se numără prietenia dintre femei și modelarea vieții femeilor în funcție de mediul lor social, gelozia sexuală și intelectuală și competiția în prieteniile dintre femei, precum și ambivalența feminină cu privire la rolurile filiale și maternale și violența domestică. Isabelle Blank a scris despre relația complexă, oglindită, dintre protagonistele Lenù și Lila: „Lenù și Lila sunt două imagini antagonice. Lenù este blondă, silitoare, dornică să mulțumească pe toată lumea, nu are multă încredere în sine și este ambițioasă, în timp ce Lila este întunecată, genială prin ea însăși, malițioasă, rea și irezistibilă pentru cei din jur. Povestea este spusă din punctul de vedere al lui Lenù, dar cele două prietene se înțeleg la un nivel atât de profund și complex încât cititorul este adesea la curent cu gândurile Lilei percepute prin Elena.”
Tensiunea dintre Lila și Lenù este adesea considerată punctul central al romanelor, așa cum a scris Matteo Pericoli în The Paris Review: „Din punct de vedere structural, tensiunea și compresia se contopesc adesea una în alta. În această construcție, două volume se împletesc prin lanțuri puternice, coloane prelungite și grinzi îndrăznețe, lăsând impresia că unul este suspendat de celălalt. Cu masa și dinamismul său învolburat, volumul suspendat (pe care îl vom numi Lila) pare să se îndepărteze de cel care îl ține sus (pe care îl vom numi Elena), făcându-l să se extindă și să se întindă de parcă Lila ar fi fost cea care o modela pe Elena, oferindu-i energia ei dinamică, atât de vitală pentru orice piesă de arhitectură.”
Suzanne Berne a scris despre relația dintre cele două în L.A. Review of Books, comentând modul în care sunt percepute de critici: „Unii critici le văd ca pe două jumătăți ale creativității feminine - realistic versus potențial - sau ca părți inverse ale psihicul feminin. Alții le consideră surori de arme, care luptă împotriva ostilității și brutalității unei culturi dominate de bărbați sau le folosesc pentru a echilibra limita dintre ficțiune și nonficțiune în aceste romane clar autobiografice. Un critic insistă că ele reprezintă o pereche faustiană, cu Lila drept „demonul genial”. Dar ceea ce uimește cu adevărat în această narațiune lungă și digresivă, greu de clasificat, este reprezentarea experienței dinamice a unei prietenii feminine atât de strânse. O prietenie, așa cum a fost percepută prin Elena, care se schimbă pagină cu pagină, uneori propoziție cu propoziție. Și întrebarea pe care Ferrante m-a forțat să o pun până la urmă este cum a putut această experiență din ficțiune să fie atât de înălțătoare.”
Potrivit The Guardian, aceste tensiuni extrapolează relația dintre Lila și Lenù, cuprinzând toate femeile din narațiune: „Subiectul lui Ferrante - aproape o obsesie - este felul în care femeile sunt modelate, distorsionate și uneori distruse de mediul lor social (și de oamenii din jurul lor). Exprimând ceea ce poate părea încă inexprimabil, ea se adâncește în a prezenta tensiunile întunecate dintre fiice și mame, corvoada de a fi soție sau mamă și dorința de a-și păstra o conștiință de sine independentă.”

### Maternitate și ambivalență
Serialul a fost lăudat pentru portretizarea unei tinere inteligente care consideră maternitatea sufocantă, subiect omis de cele mai multe ori, așa cum a scris Roxana Robinson pentru The New York Times: „Ea (Elena) s-a alăturat intelectualității și este pe cale să se căsătorească în clasa de mijloc, și totuși viața ei este încă plină de limitări. Distinsul ei soț este închis la minte și restrictiv, iar ea consideră că maternitatea o amorțește.”

### Lupta socială
O altă temă importantă a romanelor este lupta de clasă, mai ales în contextul grevelor din fabricile italiene din anii 1970. Scriitoarea Valerie Popp a scris despre portretizarea de clasă așa cum apare în romane: „(...) consider că citirea operei Elenei Ferrante îmi oferă o plăcere rară: plăcerea recunoașterii. Aici, în Statele Unite, dimensiunile clasei muncitoare ale operei lui Ferrante tind să fie elidate, ignorate sau atenuate în ceva fermecător și „primitiv” pe care grupul literar - care, în cea mai mare parte, este format din cei născuți în clasa mijlocie sau superioară - să le poată admira de la distanță.” Romanul a fost lăudat și pentru temele sale sociale, arătând schimbările cartierului sub influența Camorrei și luptele din așa numiții Anii de plumb ai Italiei: „În timpul luptelor din anii 1970 dintre comuniști și socialiști, ea [Elena] se orientează spre politică, doar pentru a descoperi că și aici tot Camorra guvernează.”

### Künstlerroman
Protagonista romanului, pe nume Elena, i-a făcut pe cititori să se întrebe cât de multe are în comun povestea ei cu cea a autoarei. După cum scrie Katherine Hill în Paris Review: „Majoritatea operelor de autoficțiune mizează pe faptul că autoarea doar se joacă sau doar face teorie și nu se dezvăluie cu adevărat, dar opera lui Ferrante este exact contrariul”.
Paolo di Stefano, cititor, a întrebat-o pe Elena Ferrante în ziarul italian Corriere della Sera: „Cât de autobiografică este povestea Elenei Greco?”, la care Ferrante a răspuns în stilul ei caracteristic, direct, dar eluziv: „Dacă prin autobiografie te referi la a folosi propria experiență pentru a alimenta o poveste inventată, aproape în totalitate. Însă dacă te întrebi dacă spun propria mea poveste, sub nicio formă.”
În plus, felul în care Lenù devine scriitoare se împletește cu cele două puncte anterioare: cu prietenia ei cu Lila, pentru că dorința de a concura cu prietena ei și de a se dovedi demnă este cea care îi alimentează scrisul; și cu lupta de clasă pentru că atunci când erau doar niște fetițe, așa visau ele două să facă bani și să evadeze din cartier, prin scrierea unui roman de succes și cum, de fapt, reușește Lenù într-un final.

### Orașul Napoli
Potrivit lui Sarah Begley, care scrie pentru Time Magazine, însuși orașul Napoli este unul dintre personajele principale ale cărții, „înfățișat în detalii grave în cele patru romane”. Orașul este portretizat ca un loc al violenței, sărăciei și revoltelor sociale. Paola Gambarota, profesoară asociată la Universitatea Rutgers, a legat această imagine de problemele cu care orașul s-a confruntat după bombardamentele din timpul celui de-al Doilea Război Mondial, întrucât Ferrante prezintă probleme bine cunoscute, cum ar fi piața neagră (prin personaje precum familia Carraci) și influența în creștere a organizației Camorra (prin familia Solara). Gambarota spune că „situația socioeconomică din Napoli... a fost mai rea decât oriunde altundeva”. Educația era un lux.

### Prejudecățile despre „Sud”
O altă temă atotprezentă în roman o constituie diferențele dintre sudul și nordul Italiei și prejudecățile față de oamenii din sud. Acest aspect este reliefat mai pregnant în personajul Elenei, care merge să studieze și să locuiască în nord. Așa cum a scris Pasha Malla în Slate: „Ea [Elena] nu se identifică niciodată pe deplin cu Napoli și cu brutalitatea sa, totuși rămâne o impostoare printre nordicii rafinați, „fiica portarului cu cadența dialectală a sudului”, care doar „joacă” rolul scriitorului cultivat”.

## Receptare critică
În 2019, The Guardian a clasat Prietena mea genială pe locul 11 în topul celor mai bune cărți din 2000. Întreaga serie a fost, de asemenea, listată în Vulture ca una dintre cei 12 „Noi Clasici” începând din 2000.
Elissa Schappel, în Vanity Fair, a revizuit ultima carte a Tetralogiei astfel: „Aceasta este Ferrante în culmea strălucirii ei”. Roger Cohen a scris în New York Review of Books: „Calitățile celor două femei în interacțiune sunt esențiale pentru tetralogie, care este în același timp introspectivă și cuprinzătoare, personală și politică, acoperind cele peste șase decenii din viața celor două femei și modul în care aceste vieți se intersectează cu revoltele din Italia, de la violența revoluționară a Brigăzilor Roșii de stânga la feminismul radical.”
În The Guardian, s-a remarcat popularitatea tot mai mare a lui Ferrante, în special în rândul scriitorilor: „Parțial pentru că lucrarea ei descrie experiențe domestice - cum ar fi gelozia sexuală reală și alte forme de rușine - care sunt insuficient explorate în ficțiune, reputația lui Ferrante este în creștere, mai ales în rândul femeilor (Zadie Smith, Mona Simpson și Jhumpa Lahiri sunt fanele ei)”.
Darrin Franich a numit aceste romane seria deceniului, spunând: „Romanele napolitane sunt seria deceniului pentru că aparțin atât de clar acestui deceniu: conflictuale, revizioniste, disperate, pline de speranță, revoluționare, euforic feminine chiar și atunci când se confruntă cu o coroziune masculină agresivă”.
Judith Shulevitz, de la The Atlantic, a lăudat în special modul în care cărțile se întorc până la început, la jocurile din copilărie ale Lilei și Lenù, prezentate în ultima parte. Maureen Corregan a lăudat, de asemenea, finalul romanelor, numindu-l „Devastarea perfectă”.

## Premii
- Prietena mea genială: Lista lungă a Premiului literar internațional IMPAC Dublin.[26]
- Povestea fetiței pierdute: nominalizat la Premiul Strega, cel mai prestigios premiu literar italian.
- Povestea fetiței pierdute: nominalizat la International Booker Prize, apărând întrebarea dacă premiul ar putea fi acordat unui autor anonim.[27][28]
- Povestea fetiței pierdute: a câștigat Premiile pentru traduceri ALTA 2016, la categoria traduceri din limba italiană.[29]

## Coperțile cărților
Coperțile Tetralogiei Napolitane au fost criticate pentru kitsch-ul lor. Emily Harnett a scris în The Atlantic: „Pe Twitter și nu numai, cititorii au descris coperțile lui Ferrante ca fiind „oribile”, „atroce”, „complet hidose” și ca un „deserviciu” pentru romanele ei”. Editorii au apărat însă alegerea într-un interviu acordat în Slate, susținând că „Am avut și sentimentul că mulți oameni nu au înțeles jocul pe care îl jucăm, acela de a îmbrăca, să zicem, o poveste extrem de rafinată cu o notă de vulgaritate."

## Personaje

### Familia Greco
- Elena („Lenù”) Greco (ca adult devine o scriitoare de succes)
  - două fiice, Adele (poreclită „Dede”) și Elsa, ambele născute din căsătoria cu Pietro Airota
  - o fiică, Imma, dintr-o aventură ulterioară cu Nino Sarratore
- Vittorio Greco (tatăl Elenei, portar la primărie)
- Immacolata Greco (mama Elenei, casnică)
- Peppe, Gianni și Elisa Greco (frații mai mici ai Elenei)

### Familia Cerullo
- Raffaella („Lila” sau „Lina”) Cerullo (ca adult conduce o afacere de succes cu computere)
  - un fiu, Gennaro (poreclit „Rino”), cu primul ei soț, Stefano Carracci (nu cu Nino Sarratore, așa cum a crezut ea la început)
  - o fiică, Tina, cu cel de-al doilea soț, Enzo Scanno
- Fernando Cerullo (tatăl Lilei, lucrează într-un magazin de pantofi)
- Nunzia Cerullo (mama Lilei, casnică)
- Rino Cerullo (fratele mai mare al Lilei, cu cinci sau șapte ani mai mare decât Lila, lucrează la magazinul de pantofi al familiei)
- câțiva frați mai mici nenumiți ai lui Rino și Lila

### Familia Sarratore
- Donato Sarratore (inspector de bilete de tren și poet)
- Lidia Sarratore (soția lui Donato, casnică)
- Nino Sarratore (fiul lor cel mare, cu doi ani mai mare decât Lila și Elena, ca adult este profesor și activist politic)
- Marisa Sarratore (sora lui Nino, de o vârstă cu Lila și Elena)
- Pino, Clelia și Ciro Sarratore (copiii mai mici)

### Familia Carracci
- Don Achille Carracci (deține și lucrează într-un magazin alimentar, fost cămătar și agent pe piața neagră)
- Maria Carracci (soția lui, lucrează la magazinul alimentar al familiei)
- Stefano Carracci (fiul lor cel mare, cu cinci sau șapte ani mai mare decât Lila și Elena, lucrează la magazinul alimentar al familiei)
- Pinuccia Carracci (sora mai mică a lui Stefano)
- Alfonso Carracci (fratele mai mic al lui Stefano și Pinuccia, de o vârstă cu Lila și Elena)

### Familia Solara
(mafia din cartier, dețin un bar, precum și alte câteva afaceri, mai mult sau mai puțin legale)
- Silvio Solara
- Manuela Solara (soția sa)
- Marcello Solara
- Michele Solara

### Familia Spagnuolo
- Gigliola Spagnuolo (de o vârstă cu Lila și Elena)
- Tatăl ei (patiser)
- Mama ei (casnică)
- fratele ei mai mic

### Familia Peluso
- Pasquale Peluso (muncitor în construcții)
- Carmela („Carmen”) Peluso (sora lui mai mică, de o vârstă cu Lila și Elena)
- Alfredo Peluso, tatăl lor (dulgher)
- Mama lor (casnică)

### Familia Scanno
- Nicola Scanno (vânzător de fructe și legume)
- Assunta Scanno (soția sa, vânzătoare de fructe și legume)
- Enzo Scanno (fiul lor cel mare, ca adult va conduce o afacere de succes împreună cu Lila)
- copiii mai mici

### Familia Cappuccio
- răposatul tată Cappuccio
- Melina Cappuccio (nebuna, îndrăgostită de Donato Sarratore, curăță scările clădirilor din cartier)
- Antonio Cappuccio (fiul lor, lucrează într-un garaj)
- Ada Cappuccio (sora lui Antonio, o ajută pe mama ei să curețe scările, mai târziu lucrează la băcănia Carracci)
- copiii mai mici

### Familia Airota
- Guido Airota (profesor de literatură greacă)
- Adele Airota (soția sa, critic literar)
- Mariarosa Airota (fiica lor, profesor de istoria artei la Milano)
- Pietro Airota (fiul lor, și el profesor, și soțul Elenei și tatăl celor două fiice mai mari ale Elenei)

## Adaptări
Prietena mea genială, o adaptare pe scenă în două părți, de cinci ore și jumătate a romanelor napolitane, a avut premiera la Teatrul Rose din Kingston în martie 2017. Piesa a fost adaptată de April De Angelis, regizată de Melly Still, cu Niamh Cusack în rolul Lenù și Catherine McCormack în rolul Lila.
Un serial de televiziune cu 32 de episoade The Napolitan Novels a fost coprodus de Wildside pentru Fandango Productions, cu scenariul de scriitorul Francesco Piccolo. Pe 30 martie 2017, s-a anunțat că HBO și RAI vor difuza primele opt episoade care sunt o adaptare după mini-seria Prietena mea genială, primul dintre cele patru romane napolitane, iar premiera a avut loc pe HBO pe 18 noiembrie 2018.
Seria a fost adaptată și pentru radio, o producție Pier pentru BBC Radio 4 și difuzat pentru prima dată în iulie 2016.